# Biathlon-Junioreneuropameisterschaften 2023
Die Offenen Biathlon-Junioreneuropameisterschaften 2023 wurden vom 13. bis 19. Februar 2023 erstmals im lettischen Madona ausgetragen. Sie fanden wie in den Vorjahren getrennt von den Europameisterschaften statt.

## Medaillenspiegel
Endstand nach 8 Wettbewerben
| Platz | Land        |   |   |   |   |
| ----- | ----------- | - | - | - | - |
| 01    | Italien     | 3 | – | 2 | 5 |
| 02    | Frankreich  | 2 | 3 | 2 | 7 |
| 03    | Österreich  | 2 | 1 | – | 3 |
| 04    | Deutschland | 1 | 1 | 2 | 4 |
| 05    | Bulgarien   | – | 2 | 1 | 3 |
| 06    | Tschechien  | – | 1 | – | 1 |
| 07    | Polen       | – | – | 1 | 1 |
| 07    | Ukraine     | – | – | 1 | 1 |

## Zeitplan
| Datum             | Männer    | Männer                               | Frauen                               | Frauen                               |
| ----------------- | --------- | ------------------------------------ | ------------------------------------ | ------------------------------------ |
| 15. Februar (Mi.) | 10:00 Uhr | Einzel (15 km)                       | 13:30 Uhr                            | Einzel (12,5 km)                     |
| 16. Februar (Do.) | 10:30 Uhr | Mixed-Staffel (4 × 7,5 km)           | Mixed-Staffel (4 × 7,5 km)           | Mixed-Staffel (4 × 7,5 km)           |
| 16. Februar (Do.) | 14:00 Uhr | Single-Mixed-Staffel (6 km + 7,5 km) | Single-Mixed-Staffel (6 km + 7,5 km) | Single-Mixed-Staffel (6 km + 7,5 km) |
| 18. Februar (Sa.) | 10:00 Uhr | Sprint (10 km)                       | 13:30 Uhr                            | Sprint (7,5 km)                      |
| 19. Februar (So.) | 11:00 Uhr | Verfolgung (12,5 km)                 | 14:00 Uhr                            | Verfolgung (10 km)                   |

## Ergebnisse Mixed
| Rang | Name                                                                           |
| ---- | ------------------------------------------------------------------------------ |
| 1    | ItalienNicolò Betemps Fabio Piller Cottrer Fabiana Carpella Sara Scattolo      |
| 2    | DeutschlandHans Köllner Benjamin Menz Magdalena Rieger Johanna Puff            |
| 3    | UkraineStepan Kinasch Witalij Mandsyn Oleksandra Merkuschyna Daryna Tschalyk   |
| 4    | TschechienOndřej Mánek Luděk Abrahám Kateřina Pavlů Ilona Plecháčová           |
| 5    | FrankreichThéo Guiraud-Poillot Valentin Lejeune Anaëlle Bondoux Jeanne Richard |
| 6    | ÖsterreichOliver Lienbacher Fabian Müllauer Lara Wagner Anna Andexer           |
| 7    | SlowenienMatic Bradeško Ruj Grošelj Simić Kaja Marič Kaja Zorč                 |
| 8    | SchweizDominic Vogt James Pacal Marlène Sophie Perren Alessia Nager            |
| 9    | SlowakeiBenjamín Belicaj Jakub Borguľa Sára Pacerová Kristína Makovínyová      |
| 10   | PolenFabian Suchodolski Konrad Badacz Daria Gembicka Anna Nędza-Kubiniec       |

| Rang | Name                                                |
| ---- | --------------------------------------------------- |
| 1    | FrankreichJacques Jefferies Léonie Jeannier         |
| 2    | ÖsterreichLukas Haslinger Lea Rothschopf            |
| 3    | DeutschlandFabian Kaskel Marlene Fichtner           |
| 4    | SlowenienMatic Repnik Klara Vindišar                |
| 5    | UkraineWladyslaw Tschychar Olena Horodna            |
| 6    | FinnlandVille-Valtteri Karvinen Noora Kaisa Keränen |
| 7    | SlowakeiDamián Cesnek Ema Kapustová                 |
| 8    | ItalienChristoph Pircher Denise Planker             |
| 9    | LettlandRenārs Birkentāls Sanita Buliņa             |
| 10   | KasachstanNikita Akimow Arina Krjukowa              |